# هانس جورج جاكوب ستانغ
هانس جورج جاكوب ستانغ هو محامي وقانوني ومحرر وسياسي نرويجي، ولد في 17 نوفمبر 1830 في نانستاد في النرويج، وتوفي في 1 مارس 1907 في كريستيانساند في النرويج. نشط حزبياً في حزب المحافظين والحزب الليبرالي.

## مناصب
- انتخب Diocesan Governor of Kristiansand ‏ (1889 – 1906).
- انتخب County Governor of Vest-Agder ‏ (1889 – 1906).
- انتخب  (أغسطس 1886 – سبتمبر 1887).
- انتخب  (26 يونيو 1884 – أغسطس 1885).
- انتخب  (15 أغسطس 1885 – 15 أغسطس 1886).
- انتخب Minister of Justice and Public Security [الإنجليزية]‏ (1 أغسطس 1888 – 28 أغسطس 1888).
- انتخب Minister of Justice and Public Security [الإنجليزية]‏ (15 نوفمبر 1887 – 28 يونيو 1888).
- انتخب Norwegian prime minister in Stockholm  [لغات أخرى]‏ (6 يونيو 1888 – 13 يوليو 1889).
- انتخب عضو برلمان النرويج  [لغات أخرى]‏ عن دائرة  خلال فترته النيابية ‏ (1892 – 1894).